# Horerna

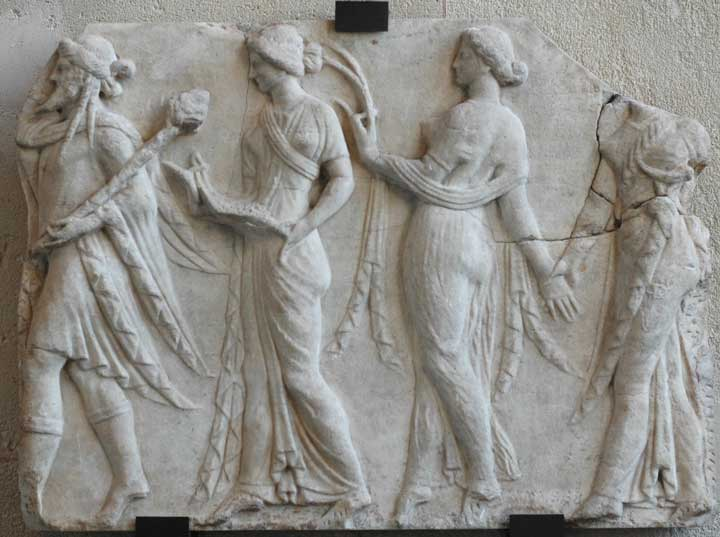
Dionysos följd av horerna.

Horerna är enligt den grekiska mytologin årstidernas gudinnor och i allmänhet representanter för den lagbundna, periodiska växlingen inom naturens rike. Homeros, som inte närmare anger deras namn eller antal, betecknar dem som Zeus och Heras tjänarinnor samt som väktarinnor vid Olympens molnport. Hos poeten Hesiodos sägs de vara döttrar till Zeus och Themis, rättvisans gudinna. 
Horerna är till antalet tre och heter Eirene, Dike och Eunomia och brukade vara identiska med årstiderna våren, sommaren och vintern (hösten hoppade man över), men namnen betyder Friden, Rättvisan och Laglydnaden. Huvudsakligen är de välvilliga och välsignelsebringande naturmakter. Ibland är de individualiserade till motsvarighet mot de olika årstiderna, men i senare tider kan de även beteckna dygnets växlande tider (jämför det grekiska ordet hora, årstid, tid och det latinska ordet horæ, tiderna). I Aten dyrkade man av ålder endast två horer, Thallo, den blomstrande, och Karpo, den fruktbringande. De grekiska chariterna och den romerska Flora är gudomsväsen som är nära besläktade med horerna. Den grekiska konsten avbildade vanligen horerna som dansande unga flickor med blommor och frukter med mera. 